# 川田熊太郎
川田 熊太郎（かわだ くまたろう、1899年3月15日 - 1981年3月31日）は、日本の仏教学・比較思想学者。

## 経歴
1899年、香川県（旧:大川郡長尾村前山来栖。現:さぬき市前山）生まれ。1922年に東京帝国大学法学部を卒業したが、同じ頃に哲学を研究したいとの希求が高まり、同年、東京帝国大学文学部に入学し、1925年同文学部哲学科を卒業し、直ちに同大学大学院に入る。1927年日本女子大学教授に就任し、西洋哲学、特にプラトンの研究に傾注した。
1941年、『プラトン弁証法の研究』（河出書房、1940年刊）によって東京帝国大学から文学博士の学位が授与された。同年、東京文理科大学助教授に、1943年には同大学教授に任ぜられて、戦後にも及び、1950年には東京大学教養学部教授に就任して、比較哲学の講義や東西思想の比較研究を行った。1959年に東京大学を定年退官した後も、駒澤大学仏教学部教授として教鞭をとり、同大学を定年退職するとともに、駒澤大学名誉教授の称号を授与された。

## 著書
- 『ギリシャ哲学研究』 河出書房、1946
- 『哲学小論集 文化と宗教』 河出書房、1948　「文化と宗教」レグルス文庫
- 『倫理学』 世界書院 1951
- 『仏教と哲学』 平楽寺書店 1957
- 『哲学要論』 東京大学出版会 1958
- 『哲学とは何か』 至文堂 1961 学生教養新書

### 共著
- 西洋哲学史 山崎正一,原佑共著 東京大学出版会 1955

### 論集等
- 川田熊太郎論集 全3巻　公論社 1985.4
- 川田熊太郎比較思想研究 三枝充悳編 法蔵館 1985.3

### 翻訳
- 世界大思想家選集　第8　デカルト篇　第一書房、1940

### 論文
- CiNii>川田熊太郎
- INBUDS>川田熊太郎